# Budmerice
Budmerice este o comună slovacă, aflată în districtul Pezinok din regiunea Bratislava. Localitatea se află la altitudinea de 176 m deasupra n.m., se întinde pe o suprafață de 30,08 km2 și în 2017 număra 2.402 locuitori.

## Istoric
Localitatea Budmerice este atestată documentar din 1296.

## Demografie
| An:                | 1994 | 2004    | 2014    | 2024   |
| ------------------ | ---- | ------- | ------- | ------ |
| Număr de persoane: | 1866 | 2095    | 2356    | 2494   |
| Diferență:         |      | +12,27% | +12,45% | +5,85% |

| An:                | 2023 | 2024   |
| ------------------ | ---- | ------ |
| Număr de persoane: | 2483 | 2494   |
| Diferență:         |      | +0,44% |